# Thammaca coriacea
Thammaca coriacea är en spindelart som beskrevs av Simon 1901. Thammaca coriacea ingår i släktet Thammaca och familjen hoppspindlar. Inga underarter finns listade i Catalogue of Life.